# Okan Buruk
Okan Buruk (Estambul, Turquía, 19 de octubre de 1973) es un exfutbolista y entrenador turco. Jugaba de volante y actualmente dirige al Galatasaray SK de la SüperLig de Turquía.

## Selección nacional
Ha sido internacional con la Selección de fútbol de Turquía, ha jugado 55 partidos internacionales y ha anotado 8 goles. Participó en la Copa Mundial de Fútbol de 2002 donde solo jugó un partido, en la definición por el tercer puesto ante Corea del Sur.

### Participaciones en Copas del Mundo
| Mundial                        | Sede                  | Resultado    | Partidos |
| ------------------------------ | --------------------- | ------------ | -------- |
| Copa Mundial de Fútbol de 2002 | Corea del Sur y Japón | Tercer lugar | 1        |

## Clubes

### Como jugador
| Club                             | País    | Año       |
| -------------------------------- | ------- | --------- |
| Galatasaray                      | Turquía | 1991-2001 |
| Inter de Milán                   | Italia  | 2001-2004 |
| Beşiktaş JK                      | Turquía | 2004-2006 |
| Galatasaray                      | Turquía | 2006-2009 |
| İstanbul Büyükşehir Belediyespor | Turquía | 2009-2010 |

### Como entrenador
| Club                      | País    | Año           |
| ------------------------- | ------- | ------------- |
| Elazığspor                | Turquía | 2013 - 2014   |
| Gaziantepspor             | Turquía | 2014 - 2015   |
| Sivasspor                 | Turquía | 2015 - 2016   |
| Göztepe SK                | Turquía | 2016 - 2017   |
| Akhisar Belediyespor      | Turquía | 2017 - 2018   |
| Çaykur Rizespor           | Turquía | 2018 - 2019   |
| Estambul Başakşehir F. K. | Turquía | 2019 - 2021   |
| Galatasaray               | Turquía | 2022-presente |

## Estadísticas como entrenador
| Equipo                       | Div.                | Temporada           | Liga  | Liga | Liga | Liga | Liga |       | Copa | Copa | Copa | Copa  |    | Internacional | Internacional | Internacional | Internacional | Internacional |   | Otros | Otros | Otros | Otros |     | Totales     | Totales | Totales | Totales | Totales | Totales | Totales | Totales |
| Equipo                       | Div.                | Temporada           | Part. | G    | E    | P    | Pos. | Part. | G    | E    | P    | Part. | G  | E             | P             | Pos.          | Part.         | G             | E | P     | Part. | G     | E     | P   | Rendimiento | GF      | GC      | Dif.    |         |         |         |         |
| ---------------------------- | ------------------- | ------------------- | ----- | ---- | ---- | ---- | ---- | ----- | ---- | ---- | ---- | ----- | -- | ------------- | ------------- | ------------- | ------------- | ------------- | - | ----- | ----- | ----- | ----- | --- | ----------- | ------- | ------- | ------- | ------- | ------- | ------- | ------- |
| Elazığspor Turquía           | 1.ª                 | 2013-14             | 25    | 8    | 3    | 14   | 16.º | 8     | 3    | 3    | 2    | -     | -  | -             | -             | -             | -             | -             | - | -     | 33    | 11    | 6     | 16  | 39.39%      | 39      | 50      | -11     |         |         |         |         |
| Elazığspor Turquía           | Total               | Total               | 25    | 8    | 3    | 14   | -    | 8     | 3    | 3    | 2    | -     | -  | -             | -             | -             | -             | -             | - | -     | 33    | 11    | 6     | 16  | 39.39%      | 39      | 50      | -11     |         |         |         |         |
| Gaziantepspor Turquía        | 1.ª                 | 2014-15             | 34    | 11   | 7    | 16   | 10.º | 8     | 4    | 2    | 2    | -     | -  | -             | -             | -             | -             | -             | - | -     | 42    | 15    | 9     | 18  | 42.85%      | 47      | 58      | -11     |         |         |         |         |
| Gaziantepspor Turquía        | Total               | Total               | 34    | 11   | 7    | 16   | -    | 8     | 4    | 2    | 2    | -     | -  | -             | -             | -             | -             | -             | - | -     | 42    | 15    | 9     | 18  | 42.85%      | 47      | 58      | -11     |         |         |         |         |
| Sivasspor Turquía            | 1.ª                 | 2015-16             | 11    | 2    | 2    | 7    | Inc. | -     | -    | -    | -    | -     | -  | -             | -             | -             | -             | -             | - | -     | 11    | 2     | 2     | 7   | 24.24%      | 9       | 17      | -8      |         |         |         |         |
| Sivasspor Turquía            | Total               | Total               | 11    | 2    | 2    | 7    | -    | -     | -    | -    | -    | -     | -  | -             | -             | -             | -             | -             | - | -     | 11    | 2     | 2     | 7   | 24.24%      | 9       | 17      | -8      |         |         |         |         |
| Göztepe Turquía              | 2.ª                 | 2016-17             | 25    | 11   | 7    | 7    | Inc. | 7     | 3    | 0    | 4    | -     | -  | -             | -             | -             | -             | -             | - | -     | 32    | 14    | 7     | 11  | 51.04%      | 48      | 48      | +0      |         |         |         |         |
| Göztepe Turquía              | Total               | Total               | 25    | 11   | 7    | 7    | -    | 7     | 3    | 0    | 4    | -     | -  | -             | -             | -             | -             | -             | - | -     | 32    | 14    | 7     | 11  | 51.04%      | 48      | 48      | +0      |         |         |         |         |
| Akhisar Belediyespor Turquía | 1.ª                 | 2016-17             | 9     | 7    | 0    | 2    | 6.º  | 1     | 0    | 0    | 1    | -     | -  | -             | -             | -             | -             | -             | - | -     | 10    | 7     | 0     | 3   | 70%         | 28      | 10      | +18     |         |         |         |         |
| Akhisar Belediyespor Turquía | 1.ª                 | 2017-18             | 34    | 11   | 9    | 14   | 11.º | 10    | 6    | 2    | 2    | -     | -  | -             | -             | -             | -             | -             | - | -     | 44    | 17    | 11    | 16  | 46.97%      | 65      | 62      | +3      |         |         |         |         |
| Akhisar Belediyespor Turquía | Total               | Total               | 43    | 18   | 9    | 16   | -    | 11    | 6    | 2    | 3    | -     | -  | -             | -             | -             | -             | -             | - | -     | 54    | 24    | 11    | 19  | 51.23%      | 93      | 72      | +21     |         |         |         |         |
| Çaykur Rizespor Turquía      | 1.ª                 | 2018-19             | 28    | 9    | 11   | 8    | 11.º | 4     | 2    | 1    | 1    | -     | -  | -             | -             | -             | -             | -             | - | -     | 32    | 11    | 12    | 9   | 46.88%      | 48      | 46      | +2      |         |         |         |         |
| Çaykur Rizespor Turquía      | Total               | Total               | 28    | 9    | 11   | 8    | -    | 4     | 2    | 1    | 1    | -     | -  | -             | -             | -             | -             | -             | - | -     | 32    | 11    | 12    | 9   | 46.88%      | 48      | 46      | +2      |         |         |         |         |
| Estambul Başakşehir Turquía  | 1.ª                 | 2019-20             | 34    | 20   | 9    | 5    | 1.º  | 4     | 2    | 2    | 0    | 12    | 5  | 1             | 6             | 1/8           | -             | -             | - | -     | 50    | 27    | 12    | 11  | 62%         | 82      | 54      | +28     |         |         |         |         |
| Estambul Başakşehir Turquía  | 1.ª                 | 2020-21             | 20    | 6    | 6    | 8    | Inc. | 2     | 2    | 0    | 0    | 6     | 1  | 0             | 5             | FG            | 1             | 0             | 0 | 1     | 29    | 9     | 6     | 14  | 37.93%      | 46      | 53      | -7      |         |         |         |         |
| Estambul Başakşehir Turquía  | Total               | Total               | 54    | 26   | 15   | 13   | -    | 6     | 4    | 2    | 0    | 18    | 6  | 1             | 11            | -             | 1             | 0             | 0 | 1     | 79    | 36    | 18    | 25  | 53.16%      | 128     | 107     | +21     |         |         |         |         |
| Galatasaray Turquía          | 1.ª                 | 2022-23             | 36    | 28   | 4    | 4    | 1.º  | 5     | 4    | 0    | 1    | -     | -  | -             | -             | -             | -             | -             | - | -     | 41    | 32    | 4     | 5   | 81.3%       | 97      | 32      | +65     |         |         |         |         |
| Galatasaray Turquía          | 1.ª                 | 2023-24             | 38    | 33   | 3    | 2    | 1.º  | 3     | 2    | 0    | 1    | 14    | 7  | 3             | 4             | 1/16          | 1             | 1             | 0 | 0     | 56    | 43    | 6     | 7   | 80.36%      | 129     | 55      | +74     |         |         |         |         |
| Galatasaray Turquía          | 1.ª                 | 2024-25             | 36    | 30   | 5    | 1    | 1.º  | 6     | 4    | 2    | 0    | 12    | 3  | 5             | 4             | 1/16          | 1             | 0             | 0 | 1     | 55    | 37    | 12    | 6   | 74.54%      | 131     | 67      | +64     |         |         |         |         |
| Galatasaray Turquía          | 1.ª                 | 2025-26             | 2     | 2    | 0    | 0    | -    | 0     | 0    | 0    | 0    | 0     | 0  | 0             | 0             | -             | 0             | 0             | 0 | 0     | 2     | 2     | 0     | 0   | 100%        | 6       | 0       | +6      |         |         |         |         |
| Galatasaray Turquía          | Total               | Total               | 112   | 93   | 12   | 7    | -    | 14    | 10   | 2    | 2    | 26    | 10 | 8             | 8             | -             | 2             | 1             | 0 | 1     | 154   | 114   | 22    | 18  | 78.79%      | 363     | 154     | +209    |         |         |         |         |
| Total en su carrera          | Total en su carrera | Total en su carrera | 332   | 178  | 66   | 88   | -    | 58    | 32   | 12   | 14   | 44    | 16 | 9             | 19            | -             | 3             | 1             | 0 | 2     | 437   | 227   | 87    | 123 | 58.59%      | 775     | 552     | +223    |         |         |         |         |
| 1. 2. 3.                     |                     |                     |       |      |      |      |      |       |      |      |      |       |    |               |               |               |               |               |   |       |       |       |       |     |             |         |         |         |         |         |         |         |

### Resumen por competiciones
| Competición                  | Partidos | Ganados | Empatados | Perdidos | %      | Resultado        |
| ---------------------------- | -------- | ------- | --------- | -------- | ------ | ---------------- |
| TFF Primera División         | 25       | 11      | 7         | 7        | 53.33% | 6.º lugar        |
| SüperLig                     | 307      | 167     | 59        | 81       | 60.81% | Campeón          |
| Copa de Turquía              | 58       | 32      | 12        | 14       | 62.07% | Campeón          |
| Supercopa de Turquía         | 3        | 1       | 0         | 2        | 33.33% | Campeón          |
| Liga de Campeones de la UEFA | 22       | 7       | 3         | 12       | 36.37% | Fase de grupos   |
| Liga Europa de la UEFA       | 22       | 9       | 6         | 7        | 50%    | Octavos de final |
| TOTAL                        | 437      | 227     | 87        | 123      | 58.59% | 7 Títulos        |

## Palmarés

### Como jugador

#### Títulos nacionales
| Título               | Club              | País    | Año  |
| -------------------- | ----------------- | ------- | ---- |
| Superliga de Turquía | Galatasaray S. K. | Turquía | 1993 |
| Copa de Turquía      | Galatasaray S. K. | Turquía | 1993 |
| Supercopa de Turquía | Galatasaray S. K. | Turquía | 1993 |
| Superliga de Turquía | Galatasaray S. K. | Turquía | 1994 |
| Copa de Turquía      | Galatasaray S. K. | Turquía | 1996 |
| Supercopa de Turquía | Galatasaray S. K. | Turquía | 1996 |
| Superliga de Turquía | Galatasaray S. K. | Turquía | 1997 |
| Supercopa de Turquía | Galatasaray S. K. | Turquía | 1997 |
| Superliga de Turquía | Galatasaray S. K. | Turquía | 1998 |
| Superliga de Turquía | Galatasaray S. K. | Turquía | 1999 |
| Copa de Turquía      | Galatasaray S. K. | Turquía | 1999 |
| Superliga de Turquía | Galatasaray S. K. | Turquía | 2000 |
| Copa de Turquía      | Galatasaray S. K. | Turquía | 2000 |
| Copa de Turquía      | Beşiktaş J. K.    | Turquía | 2006 |
| Superliga de Turquía | Galatasaray S. K. | Turquía | 2008 |

#### Títulos internacionales
| Título              | Club              | País      | Año  |
| ------------------- | ----------------- | --------- | ---- |
| Copa de la UEFA     | Galatasaray S. K. | Dinamarca | 2000 |
| Supercopa de Europa | Galatasaray S. K. | Mónaco    | 2000 |

### Como entrenador

#### Títulos nacionales
| Título               | Club                      | País    | Año  |
| -------------------- | ------------------------- | ------- | ---- |
| Copa de Turquía      | Akhisar Belediyespor      | Turquía | 2018 |
| Superliga de Turquía | Estambul Başakşehir F. K. | Turquía | 2020 |
| Superliga de Turquía | Galatasaray S. K.         | Turquía | 2023 |
| Supercopa de Turquía | Galatasaray S. K.         | Turquía | 2023 |
| Superliga de Turquía | Galatasaray S. K.         | Turquía | 2024 |
| Copa de Turquía      | Galatasaray S. K.         | Turquía | 2025 |
| Superliga de Turquía | Galatasaray S. K.         | Turquía | 2025 |